# Tonbridge and Malling
Tonbridge and Malling is een Engels district in het shire-graafschap (non-metropolitan county OF county) Kent en telt 131.000 inwoners. De oppervlakte bedraagt 240 km².
Van de bevolking is 15,1% ouder dan 65 jaar. De werkloosheid bedraagt 1,9% van de beroepsbevolking (cijfers volkstelling 2001).

## Plaatsen in district Tonbridge and Malling
- Tonbridge

## Civil parishesin district Tonbridge and Malling
Addington, Aylesford, Birling, Borough Green, Burham, Ditton, East Malling and Larkfield, East Peckham, Hadlow, Hildenborough, Ightham, Kings Hill, Leybourne, Mereworth, Offham, Platt, Plaxtol, Ryarsh, Shipbourne, Snodland, Stansted, Trottiscliffe, Wateringbury, West Malling, West Peckham, Wouldham, Wrotham.